# 8-й окремий батальйон матеріального забезпечення (Україна)
8-й окремий батальйон матеріального забезпечення (8 ОБМЗ, в/ч А1801) — підрозділ матеріального забезпечення Збройних сил України, що існував до 2013 року.